# Bondia
Bondia is een geslacht van vlinders van de familie Carposinidae, uit de onderfamilie Millieriinae.

## Soorten
- B. attenuatana Meyrick, 1882
- B. caseata Meyrick, 1910
- B. crescentella Walsingham, 1882
- B. digramma Meyrick, 1910
- B. dissolutana Meyrick, 1882
- B. fidelis Meyrick, 1913
- B. fuscata Davis, 1969
- B. maleficana Meyrick, 1882
- B. nigella Newman, 1856
- B. shastana Davis, 1969
- B. spicata Davis, 1969